# Capnella watsonae
Capnella watsonae is een zachte koraalsoort uit de familie Nephtheidae. De koraalsoort komt uit het geslacht Capnella. Capnella watsonae werd in 1977 voor het eerst wetenschappelijk beschreven door Verseveldt. 